# Ptolemaios Keraunos
Ptolemaios Keraunos (česky „blesk“ nebo „hrom“; † 279 př. n. l.) byl králem Makedonie v letech 281 až 279 př. n. l. Do dějin vstoupil jako jedna z nejtemnějších postav válek diadochů, protože vlastnoručně zavraždil svého přítele a dobrodince, Seleuka I. Níkátóra. Narodil se jako nejstarší syn Ptolemaia I. Sótéra, vládce Egypta, a jeho druhé manželky Euridiky (dcery Antipatra). Jeho mladší nevlastní bratr, rovněž pojmenovaný Ptolemaios, však získal nástupnictví a v roce 282 př. n. l. se ujal vlády v Egyptě jako Ptolemaios II.
Ptolemaios Keraunos nato se svým bratrem Meleagrem opustil Egypt a odcestoval na dvůr Lýsimacha, krále Thrákie, Makedonie a západní části Malé Asie. Sestra Ptolemaia II. Arsinoé II. žila tehdy v Thrákii jako Lýsimachova manželka. Arsinoé si však počínala nesmírně bezohledně a panovačně. Jejím intrikám padl za oběť Lýsimachův syn a následník trůnu Agathoklés. Jeho zavraždění je někdy neprávem předhazováno Ptolemaiu Keraunovi. Ať už jeho vrahem byl či nikoliv, brzy poté Ptolemaios Keraunos uprchl spolu s vdovou po Agathoklovi, svojí další sestrou Lýsandrou a jejími dětmi k Seleukovi I. Ten prý Ptolemaiu Keraunovi slíbil, že ho dosadí na trůn v Alexandrii. Seleukos se tak chopil nabízející se šance posílit vlastní moc zásahem do záležitostí Lýsimachova království i ptolemaiovského Egypta.
Po Lýsimachově porážce a smrti v bitvě u Kúrúpedia v boji se Seleukem Níkátórem v roce 281 př. n. l., se na podzim téhož roku vypravil Seleukos v čele svého vítězného vojska do Evropy. Po překročení Helléspontu však Seleukos nalezl nedaleko města Lýsimacheia smrt z rukou svého hosta Ptolemaia Kerauna. Ten následně utekl do Lýsimacheie, kde přijal královský diadém a nechal se Seleukovým vojskem prohlásit za krále Makedonie. Pak přinutil svoji nevlastní sestru Arsinoé, vdovu po Lýsimachovi, aby svolila ke svatbě. Navzdory svým slibům dal ovšem krátce po skončení obřadu zabít oba Arsinoiny syny, načež Arsinoé uprchla do Egypta, kde se poté provdala za svého bratra krále Ptolemaia II.
Keraunovi se sice podařilo rozdrtit v námořní bitvě flotilu Antigona II. Gonata (dalšího pretendenta na makedonský trůn) a dohodnout se s Pyrrhem Épeirským, kterému ale musel přenechat k dispozici část svého vojska pro jeho tažení do Itálie, avšak nedlouho nato podcenil vpád Keltů, vedených náčelníky Bolgiem a Brennem. V boji s těmito barbary padl do zajetí, v němž byl usmrcen. Keraunos je zcela po právu hodnocen jako jednoznačně negativní postava. Byl to typ vládce neskonale toužícího po moci, který neváhal vraždit i své bližní a spojence. V tomto ohledu překonal i ty nejukrutnější diadochy.